# Фонтон, Феликс Петрович
Феликс Петрович Фонтон (1801 — не ранее 1860) —  русский дипломат, тайный советник, посол в Ольденбурге и Ганновере (1855—57).

## Биография
Родился в 1801 году. Сын дипломата Петра Антоновича Фонтона  (1765—1846). 
Избрав, как и отец, дипломатическую карьеру в 1820 году поступил на службу в ведомство Коллегии иностранных дел. Во время Русско-турецкой войны 1828—29 годов состоял при главной квартире действующей армии (как и его дядя, Антон Антонович Фонтон).
В 1842 году был назначен советником русского посольства в Берлине, в 1846 году был переведён на такую же должность в Вену. Действительный статский советник.
Летом 1855 года был назначен русским послом в Ольденбурге и Ганновере, а с 1857 года являлся русским послом при Германском союзе. 
В 1859 году был произведён в тайные советники, а в 1860 году — по болезни уволен от службы. 
В 1862 году в Лейпциге было издано двухтомное сочинение Фонтона под названием: «Воспоминания. Юмористические, политические и военные письма».